# Journal of Physical Chemistry Letters
Journal of Physical Chemistry Letters (ook JPC letters) is een internationaal, aan collegiale toetsing onderworpen wetenschappelijk tijdschrift op het gebied van de
fysische chemie. Het tijdschrift is gespecialiseerd in korte, snel gepubliceerde artikelen (letters).
De naam wordt in literatuurverwijzingen meestal afgekort tot J. Phys. Chem. Lett.
Het wordt uitgegeven door de American Chemical Society en verschijnt tweewekelijks.
Het eerste nummer verscheen in 2010.